# Dean Rusk
David Dean Rusk (9. února 1909 Cherokee County – 20. prosince 1994 Athens) byl v letech 1961 až 1969 ministrem zahraničí Spojených států amerických. Byl jedním z nejdéle sloužících ministrů zahraničí (druhým po Cordellu Hullovi) a ve funkci pracoval pro dva prezidenty, Johna F. Kennedyho a Lyndona B. Johnsona.
Narodil se v Cherokee County v Georgii. Po studiích na Davidson College učil na Mills College. Během druhé světové války byl štábním důstojníkem v čínsko-barmském operačním prostoru. V roce 1945 byl zaměstnán ministerstvem zahraničí Spojených států a v roce 1950 se stal zástupcem tajemníka pro záležitosti Dálného východu. V roce 1952 se Rusk stal prezidentem Rockefellerovy nadace.
V roce 1960 požádal nově zvolený prezident John F. Kennedy Deana Ruska, aby se stal jeho ministrem zahraničí. V této roli Rusk podporoval diplomatické řešení kubánské raketové krize. Podporoval také americkou roli ve vietnamské válce, přestože měl zpočátku pochyby. Po odchodu z funkce ministra přednášel zahraniční vztahy na právnické fakultě University of Georgia.